# Psilocybe subcoprophila
Psilocybe subcoprophila är en svampart som först beskrevs av Max Britzelmayer, och fick sitt nu gällande namn av Pier Andrea Saccardo 1895. Psilocybe subcoprophila ingår i släktet slätskivlingar och familjen Strophariaceae.  Arten är reproducerande i Sverige. Inga underarter finns listade i Catalogue of Life.